# 釣上
釣上（かぎあげ）は、埼玉県さいたま市岩槻区の大字。関連大字である釣上新田（かぎあげしんでん）についても扱う。郵便番号は釣上が339-0024、釣上新田が339-0025。さいたま市の難読地名の一つに数えられる。

## 地理
さいたま市岩槻区南端部の沖積平野に位置する。釣上は、鉄道駅からはやや遠く、農地が目立つ。埼玉県道324号蒲生岩槻線沿いに住宅が集中している。釣上新田は釣上より西に位置し、綾瀬川沿いの地域で、近年まで農地であったが釣上より人口が多い。釣上地区の一部は浦和美園駅周辺の区画整理事業であるみそのウイングシティの完了に伴い、美園東に町名変更された。
東部には末田用水とは別の末田落が流れている。
河川
- 綾瀬川
- 五才川
- 末田落
- 第二末田落

池沼
- 新堀池

## 由来
かつては鈎上などと書かれていたが、帳簿などに記載する際に釣上となり、読みがそのままになったものと考えられている。

## 歴史
もとは江戸期より存在した武蔵国埼玉郡岩槻領に属する釣上村、および釣上新田であった。釣上村は鉤上村とも記される。化政期の世帯数は釣上村は89軒、釣上新田は65軒で、村の規模は釣上村は東西16町、南北3町余、釣上新田は東西17町、南北15、6町であった。
- はじめは共に岩槻藩領、以降変遷なし[6]。なお、検地は釣上村は1630年（寛永7年）、釣上新田は1709年（宝永3年）に実施。
- 幕末の時点では埼玉郡に属し、明治初年の『旧高旧領取調帳』の記載によると、共に岩槻藩領[9]。
- 1871年（明治4年）
  - 7月14日 - 廃藩置県を迎え、岩槻県の管轄となる[10]。
  - 11月13日 - 第1次府県統合により埼玉県の管轄となる。
- 1879年（明治12年）3月17日 - 郡区町村編制法により成立した南埼玉郡に属す。郡役所は岩槻町に設置。
- 1889年（明治22年）4月1日 - 町村制施行に平行して尾ヶ崎村、釣上村、野島方村、孫十郎村、高曽根村、末田村、尾ヶ崎新田、釣上新田の6箇村2新田が合併し、南埼玉郡新和村が成立。新和村の大字釣上および釣上新田となる[6]。
- 1950年（昭和25年） - 大字釣上の一部を荻島村に編入[6]。
- 1954年（昭和29年）
  - 5月3日 - 新和村が岩槻町、川通村、和土村、柏崎村、河合村、慈恩寺村と合併し、南埼玉郡岩槻町が成立[11]。岩槻町の大字となる。
  - 7月1日 - 岩槻町が市制施行し岩槻市となる[11]。岩槻市の大字となる。
- 2005年（平成17年）4月1日 - 岩槻市がさいたま市と合併し、さいたま市岩槻区の大字となる。
- 2017年（平成29年）2月18日 - 釣上の一部が地名変更により美園東となる[12][13]。

## 小字
下記の地区の一部は区画整理未実施の所もあり。カッコ内は区画整理完了で町名変更が行われた地区の住所表記。
釣上
- 内谷(現 美園東1丁目)
- 高岡(現 美園東1〜3丁目)
- 碇  (現 美園東1〜3丁目)

釣上新田
- 平沼(現 美園東1丁目)
- 上  (現 美園東1・3丁目)
- 雁沼(現 美園東1〜3丁目)

## 世帯数と人口
2017年（平成29年）10月1日現在の世帯数と人口は以下の通りである。
| 大字     | 世帯数  | 人口    |
| -------- | ------- | ------- |
| 釣上     | 262世帯 | 595人   |
| 釣上新田 | 682世帯 | 1,695人 |
| 計       | 944世帯 | 2,290人 |

## 小・中学校の学区
市立小・中学校に通う場合、学区（校区）は以下の通りとなる。
| 大字     | 番地 | 小学校                 | 中学校                 |
| -------- | ---- | ---------------------- | ---------------------- |
| 釣上     | 全域 | さいたま市立新和小学校 | さいたま市立城南中学校 |
| 釣上新田 | 全域 | さいたま市立新和小学校 | さいたま市立城南中学校 |

## 交通
鉄道は敷設されていない。浦和美園駅が最寄り駅となる。

### 道路
- 国道463号
- 埼玉県道324号蒲生岩槻線

## 施設
釣上
- 玉泉寺
- 釣上神明社
- 神明神社こども広場
- 真言宗智山派円福寺
- 釣上公民館

釣上新田
- 保寿寺
- 東宝舞台本社
- 東武リズム幼稚園
- きらり保育園
- 城南団地
- 西尻団地
- 城南団地川原自治会館
- 釣上新田自治会集会所